# 不丹駐外機構列表

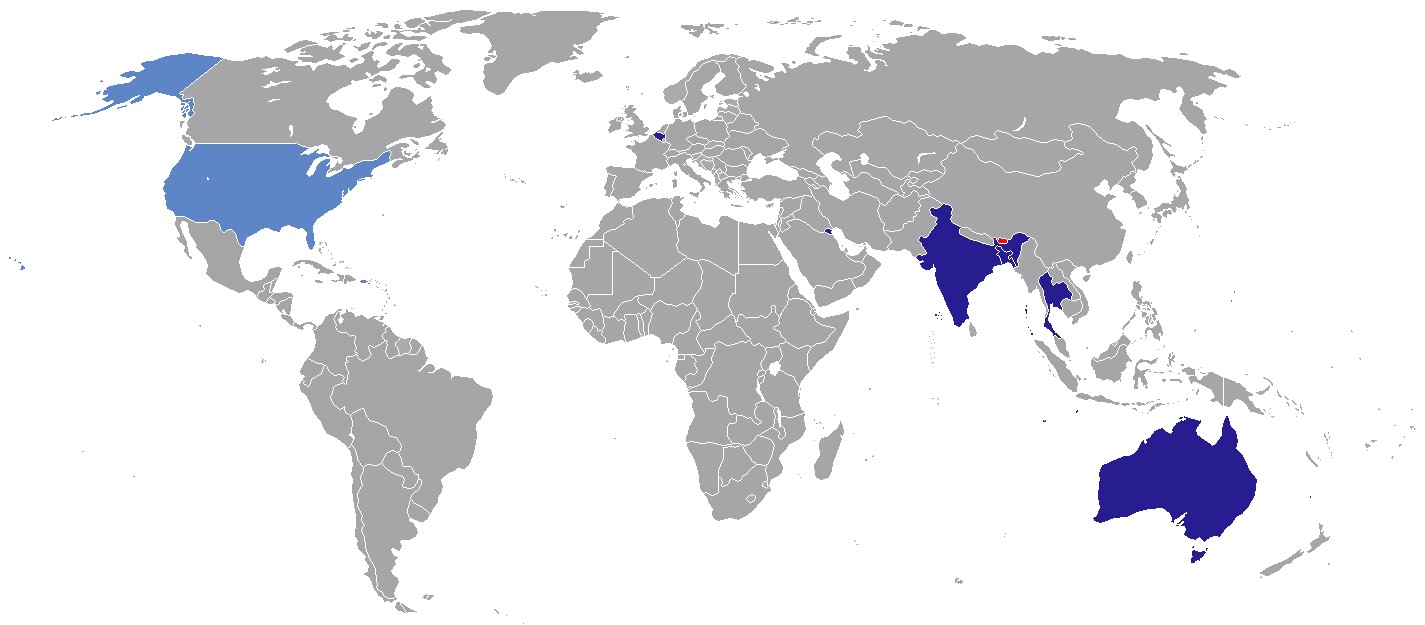
不丹王国驻外机构

这是一个有关不丹王国驻外机构的列表。不丹王国位于亚洲喜马拉雅山麓，是一个内陆国家，其外交奉行孤立主义思想，仅有很少量的驻外机构和外交人员。

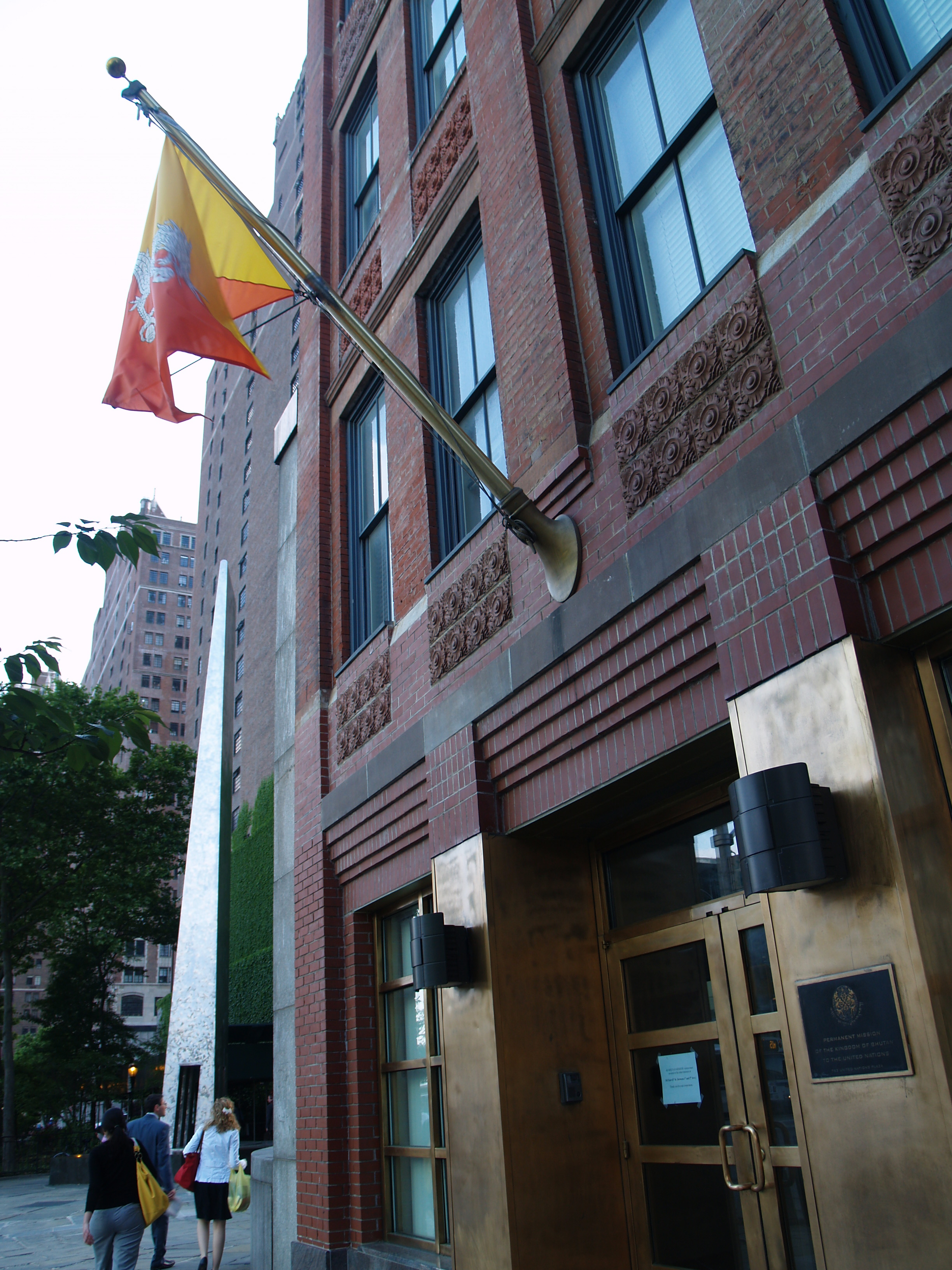
不丹王国常驻聯合國代表团（紐約）

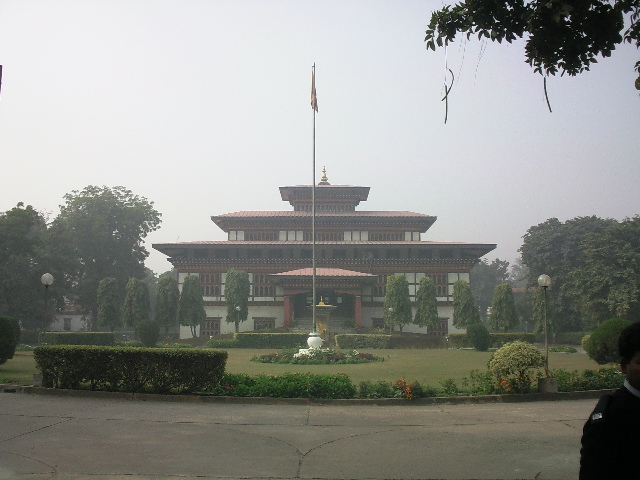
不丹王国駐印度大使馆

## 亚洲
- - 达卡 （大使馆）
- 印度
  - 新德里 （大使馆）
  - 加尔各答 （总领事馆）
  - 古瓦哈提 （总领事馆）
- 科威特
  - 科威特城 （大使馆）
- 泰國
  - 曼谷 （大使馆）

## 欧洲
- 比利时
  - 布鲁塞尔 （大使馆）

## 大洋洲
- - 堪培拉 （大使馆）[1]

## 国际组织
- 布鲁塞尔 （常驻欧盟代表团）
- 日内瓦 （常驻联合国日内瓦办事处代表团）
- 纽约 （常驻联合国代表团）